# Elias Diebel
Elias Diebel (aktiv im 16. Jahrhundert in Lübeck) war ein deutscher Holzschneider und Buchmaler.
Über Diebels Leben ist nur gesichert, dass er in der zweiten Hälfte des 16. Jahrhunderts in Lübeck ansässig war. Aus dieser Zeit sind verschiedene Drucke von ihm überliefert, darunter ein Blatt mit einer Darstellung der zwölf Apostel auf einem Blatt. Diebels bekanntestes Werk ist die 1551 oder 1552 erstmals erschienene monumentale Panoramadarstellung Lübecks, die mit 24 einzelnen Holzstöcken gedruckt wurde. 1574 wurde sie erneut aufgelegt und diente über nahezu ein Jahrhundert als Vorlage für zahlreiche Ansichten der Stadt.

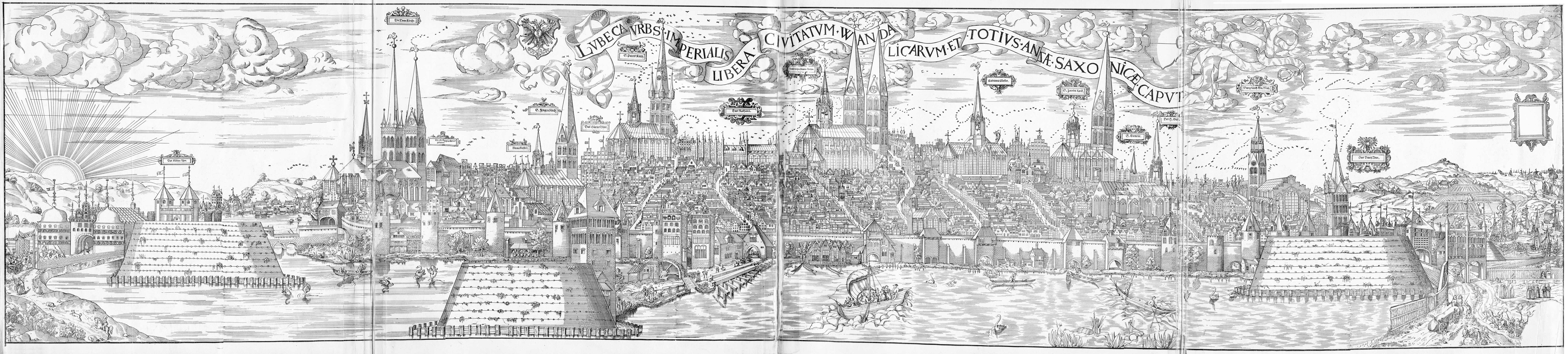
Elias Diebels Lübeck-Panorama